# Xã Lu Verne, Quận Kossuth, Iowa
Xã Lu Verne (tiếng Anh: Lu Verne Township) là một xã thuộc quận Kossuth, tiểu bang Iowa, Hoa Kỳ. Năm 2010, dân số của xã này là 347 người.